# Susan Wong

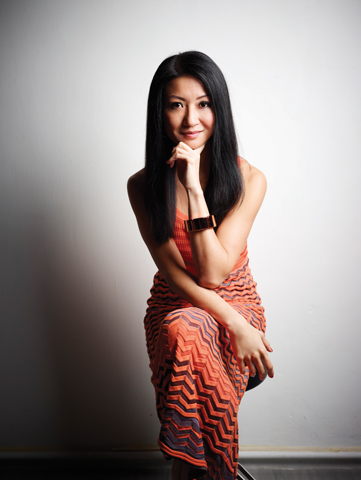
Susan Wong

Susan Wong (chinesisch 黃翠珊, * 1979 in Hongkong) ist eine chinesisch-australische Sängerin.

## Leben und Karriere
Geboren in Hongkong wanderte Wong im Alter von sieben Jahren mit ihren Eltern ins australische Sydney aus. Sie begann im Alter von fünf Jahren mit dem Klavierspiel, später kam noch die Violine hinzu. Während ihrer schulischen Ausbildung an der Kambala Internatsschule in Sydney sang sie in der Stimmlage Alt im dortigen Schulchor und erreichte ein ATCL Diplom in Piano am Trinity College London.
Ermuntert von ihren Eltern nahm Wong im Alter von siebzehn Jahren an einem von TVB gesponserten Musikwettbewerb teil, gewann ihn und mit ihm auch die Möglichkeit einen Plattenvertrag mit einem großen Musiklabel aus Hongkong abzuschließen. Nach längerem Zögern, entschloss sich Wong gegen eine musikalische Karriere und nahm ein Studium auf. Sie kehrte 1997 nach Hongkong zurück, um in der Wirtschaftsprüfungsgesellschaft ihrer Familie zu arbeiten. Nebenher absolvierte sie noch einen CPA.
Wong gab weiterhin Klavierstunden. Einer ihrer Schüler arbeitete bei Seven Seas, einem in Hongkonger ansässigen japanischen Plattenlabel. Von ihm ermutigt veröffentlichte sie dort ihr erstes Album Close to You. Das Album war in Hongkong, Singapur und Thailand ein großer Erfolg. Ihre nächsten Alben nahm sie unter anderem in Nashville auf. 2009 entstand das Album 511 und damit begann die Zusammenarbeit mit dem Label Evosound, dem Produzenten Adrien Zerbini und dem Gitarristen Ignacio Lamas in Genf.
Wong ist eine der meistgehörten Coversängerinnen in Südostasien und hat auf dem Musikstreaming-Dienst Spotify über 35.000 monatliche Hörer.

## Diskografie (Auswahl)
- 2002: Close To You
- 2004: I Wish You Love
- 2005: These Foolish Things
- 2005: Just A Little Bossa Nova
- 2006: A Night At The Movies
- 2007: Someone Like You
- 2009: 511
- 2010: Step Into My Dreams
- 2012: My Live Stories
- 2014: Woman In Love
- 2018: When You Were My Man
- 2019: Close To Me
- 2024: Kamereon